# Loreto, Chihuahua
Loreto är en ort i Mexiko.   Den ligger i kommunen Meoqui och delstaten Chihuahua, i den nordvästra delen av landet, 1 200 km nordväst om huvudstaden Mexico City. Loreto ligger 1 130 meter över havet och antalet invånare är 479.
Terrängen runt Loreto är platt åt sydväst, men åt nordost är den kuperad. Runt Loreto är det glesbefolkat, med 9 invånare per kvadratkilometer. Närmaste större samhälle är Ciudad Delicias, 13,9 km söder om Loreto. Omgivningarna runt Loreto är i huvudsak ett öppet busklandskap.